# Seznam okresů v Jižní Dakotě

Mapa okresů v Jižní Dakotě

Seznam okresů v Jižní Dakotě uvádí přehled celkem 66 okresů ve státě Jižní Dakota ve Spojených státech amerických. Poštovní zkratkou státu je SD, kód FIPS je 46. 
Jedinými okresy, které nemají vlastní okresní sídlo, jsou Todd County a Oglala Lakota County. Jako správní centrum Oglala Lakota County slouží město Hot Springs v okrese Fall River, správním centrem Todd County je město Winner v Tripp County. Dva ze šesti okresů v Jižní Dakotě se celým svým územím nacházejí v indiánské rezervaci (další čtyři okresy, které se alespoň z části v rezervaci nachází jsou Bennett, Corson, Dewey a Ziebach).

## Seznam okresů
| Název okresu         | Kód FIPS | Správní sídlo okresu | Rok založení okresu | Původ okresu                                                           | Původ názvu | Počet obyvatel (2024) | Rozloha (km²) | Mapa |
| -------------------- | -------- | -------------------- | ------------------- | ---------------------------------------------------------------------- | --- | --------------------- | ------------- | ---- |
| Aurora County        | 003      | Plankington          | 1881                | vyčleněn z Cragin a Wetmore Counties                                   | Aurora, římská bohyně úsvitu                                                                                        | 2 752                 | 1 834         |      |
| Beadle County        | 005      | Huron                | 1879                | vyčleněn z Buchard, Clark, Kingsbury a Spink Counties                  | Wiliam Henry Harrison Beadle, hlavní inspektor teritoria Dakoty                                                     | 19 459                | 3 261         |      |
| Bennett County       | 007      | Martin               | 1909                | vyčleněn z Lugenbeel, Oglala Lakota, Washabaugh, a Washington Counties | Granville G. Bennett, soudce Nejvyššího soudu teritoria Dakoty                                                      | 3 289                 | 3 069         |      |
| Bon Homme County     | 009      | Tyndall              | 1862                | nezačleněné území                                                      | francouzská fráze znamenající „dobrý muž“                                                                           | 7 071                 | 1 458         |      |
| Brookings County     | 011      | Brookings            | 1862                | nezačleněné území                                                      | Wilmot Brookings (1830–1905), soudce nejvyššího soudu teritoria Dakoty                                              | 36 359                | 2 056         |      |
| Brown County         | 013      | Aberdeen             | 1879                | vyčleněn z Beadle County                                               | Alfred Brown, teritoriální zákonodárce                                                                              | 37 495                | 4 437         |      |
| Brule County         | 015      | Chamberlain          | 1875                | vyčleněn z Charles Mix County                                          | domorodý severoamerický kmen Brulé                                                                                  | 5 261                 | 2 121         |      |
| Buffalo County       | 017      | Gann Valley          | 1873                | nezačleněné území                                                      | bizon americký | 1 825                 | 1 220         |      |
| Butte County         | 019      | Belle Fourche        | 1883                | vyčleněn z Harding County                                              | svědecké hory vyskytující se v regionu                                                                              | 10 891                | 5 825         |      |
| Campbell County      | 021      | Mound City           | 1873                | vyčleněn z Buffalo County                                              | Norman B. Campbell, teritoriální zákonodárce                                                                        | 1 342                 | 1 906         |      |
| Clark County         | 025      | Clark                | 1873                | vyčleněn z Esmeralda County                                            | Newton Clark (1838–1918), teritoriální zákonodárce                                                                  | 3 974                 | 2 481         |      |
| Clay County          | 027      | Vermillion           | 1862                | vyčleněn z Hanson County                                               | Henry Clay (1777–1852), senátor z Kentucky, prominentní politická osobnosti 19. století                             | 15 245                | 1 067         |      |
| Coddington County    | 029      | Watertown            | 1877                | Indiánské území                                                        | George S. S. Coddington, teritoriální zákonodárce                                                                   | 29 278                | 1 782         |      |
| Corson County        | 031      | McIntosh             | 1909                | Indiánské území                                                        | Dighton Corson, soudce Nejvyššího soudu Jižní Dakoty                                                                | 3 747                 | 6 405         |      |
| Custer County        | 033      | Custer               | 1875                | Indiánské území                                                        | Generál George Armstrong Custer (1839–1879), významná postava Indiánských válek                                     | 9 330                 | 4 035         |      |
| Davison County       | 035      | Mitchell             | 1873                | vyčleněn z Hanson County                                               | Henry C. Davidson (1840–1880), kupec a osadník                                                                      | 19 907                | 1 129         |      |
| Day County           | 037      | Webster              | 1879                | vyčleněn z Clark County                                                | Merritt H. Day, teritoriální zákonodárce                                                                            | 5 408                 | 2 665         |      |
| Deuel County         | 039      | Clear Lake           | 1862                | vyčleněn z Brookings County                                            | Jacob S. Deuel, teritoriální zákonodárce                                                                            | 4 335                 | 1 616         |      |
| Dewey County         | 041      | Timber Lake          | 1873                | vyčleněn z Armstrong County + Indiánské území                          | Wiliam P. Dewey (1833–1905), teritoriální zákonodárce a generál                                                     | 5 322                 | 5 965         |      |
| Douglas County       | 043      | Armour               | 1873                | vyčleněn z Charles Mix County                                          | Stephen A. Douglas (1813–1861), senátor z Illinois, zastánce lidové suverenity jako komnpromisu v debatě o otroctví | 2 849                 | 1 124         |      |
| Edmunds County       | 045      | Ipswich              | 1873                | vyčleněn z Buffalo County                                              | Newton Edmunds, guvernér teritoria Dakoty                                                                           | 4 027                 | 2 968         |      |
| Fall River County    | 047      | Hot Springs          | 1883                | vyčleněn z Custer County                                               | řeka Fall River | 7 359                 | 4 507         |      |
| Faulk County         | 049      | Faulkton             | 1873                | nezačleněné území                                                      | Andrew Jackson Faulk, guvernér teritoria Dakoty                                                                     | 2 136                 | 2 590         |      |
| Grant County         | 051      | Milbank              | 1873                | vyčleněn z Codington a Deuel Counties                                  | Ulysses S. Grant (1822–1885), 18. prezident a armádní generál                                                       | 7 618                 | 1 766         |      |
| Gregory County       | 053      | Burke                | 1862                | nezačleněné území                                                      | John Shaw Gregory (1829–1881), teritoriální zákonodárce                                                             | 4 110                 | 2 631         |      |
| Haakon County        | 055      | Philip               | 1914                | vyčleněn ze Stanley County                                             | norský král Haakon VII.                                                                                             | 1 851                 | 4 750         |      |
| Hamlin County        | 057      | Hayti                | 1873                | vyčleněn z Deuel County                                                | Hannibal Hamlin, viceprezident a senátor z Maine                                                                    | 6 596                 | 1 323         |      |
| Hand County          | 059      | Miller               | 1873                | vyčleněn z Buffalo County                                              | George H. Hand (1837–1891), teritoriální zákonodárce                                                                | 3 097                 | 3 722         |      |
| Hanson County        | 061      | Alexandria           | 1873                | vyčleněn z Buffalo a Deuel Counties                                    | Joseph R. Hanson (1836–1917), armádní generál v indiánských válkách                                                 | 3 477                 | 1 127         |      |
| Harding County       | 063      | Buffalo              | 1909                | nezačleněné území                                                      | John A. Harding (1832–1902), zástupce sněmovny za teritorium Dakoty                                                 | 1 325                 | 6 918         |      |
| Hughes County        | 065      | Pierre               | 1880                | vyčleněn z Buffalo County                                              | Alexander Hughes (1846–1907), teritoriální zákonodárce                                                              | 17 526                | 1 919         |      |
| Hutchinson County    | 067      | Olivet               | 1862                | nezačleněné území                                                      | John Hutchinson (1830–1887), teritoriální zákonodárce                                                               | 7 416                 | 2 106         |      |
| Hyde County          | 069      | Highmore             | 1873                | vyčleněn z Buffalo County                                              | James Hyde (1842–1902), teritoriální zákonodárce                                                                    | 1 215                 | 2 230         |      |
| Charles Mix County   | 023      | Lake Andes           | 1862                | nezačleněné území                                                      | Charles Eli Mix, komisař pro záležitosti Indiánů                                                                    | 9 343                 | 2 844         |      |
| Jackson County       | 071      | Kadoka               | 1914                | vyčleněn ze Stanley County                                             | J. R. Jackson, teritoriální zákonodárce                                                                             | 2 737                 | 4 841         |      |
| Jerauld County       | 073      | Wessington Springs   | 1883                | vyčleněn z Aurora County                                               | H. J. Jerauld, teritoriální zákonodárce                                                                             | 1 689                 | 1 373         |      |
| Jones County         | 075      | Murdo                | 1916                | vyčleněn z Lyman County                                                | George Wallace Jones, teritoriální zákonodárce                                                                      | 874                   | 2 515         |      |
| Kingsbury County     | 077      | De Smet              | 1873                | vyčleněn z Hanson County                                               | George W. Kingsbury (1837–1925) a Theodore W. Kingsbury (1844–1889), bratři a teritoriální zákonodárci              | 5 261                 | 2 170         |      |
| Lake County          | 079      | Madison              | 1873                | vyčleněn z Brookings a Hanson County                                   | jezera v Jižní Dakotě                                                                                               | 11 006                | 1 458         |      |
| Lawrence County      | 081      | Deadwood             | 1875                | nezačleněné území                                                      | John Lawrence (1839–1889), teritoriální zákonodárce                                                                 | 28 809                | 2 072         |      |
| Lincoln County       | 083      | Canton               | 1867                | nezačleněné území                                                      | Abraham Lincoln, 16. prezident Spojených států, nebo Lincoln County v Maine                                         | 75 244                | 1 497         |      |
| Lyman County         | 085      | Kennebec             | 1873                | nezačleněné území                                                      | W. P. Lyman, teritoriální zákonodárce                                                                               | 3 721                 | 4 248         |      |
| Marshall County      | 091      | Britton              | 1885                | vyčleněn z Day County                                                  | Marshall Vincent, komisař za Day County                                                                             | 4 395                 | 2 173         |      |
| McCook County        | 087      | Salem                | 1873                | vyčleněn z Hanson County                                               | Edwin McCook, sekretář teritoria Dakoty                                                                             | 5 771                 | 1 489         |      |
| McPherson County     | 089      | Leola                | 1873                | vyčleněn z Buffalo County                                              | James B. McPherson (1828–1864), generál v americké občanské válce                                                   | 2 307                 | 2 945         |      |
| Meade County         | 093      | Sturgis              | 1889                | vyčleněn z Lawrence County                                             | George Meade (1815–1872), generál v americké občanské válce                                                         | 30 918                | 8 990         |      |
| Mellette County      | 095      | White River          | 1909                | vyčleněn z Lyman County                                                | Arthur C. Mellette, první guvernér Jižní Dakoty                                                                     | 1 834                 | 3 385         |      |
| Miner County         | 097      | Howard               | 1873                | vyčleněn z Hanson County                                               | Nelson Miner (1827–1879) a Ephriam Miner (1833–1912), bratři a teritoriální zákonodárci                             | 2 303                 | 1 476         |      |
| Minnehaha County     | 099      | Sioux Falls          | 1862                | nezačleněné území                                                      | siouxský termín pro vodopád                                                                                         | 208 639               | 2 095         |      |
| Moody County         | 101      | Flandreau            | 1873                | vyčleněn z Brookings a Minnehaha Counties                              | Gideon C. Moody, zástupce sněmovny za teritorium Dakoty                                                             | 6 529                 | 1 347         |      |
| Oglala Lakota County | 102      | –                    | 1875                | vyčleněn z Fall River County                                           | kmen Oglala Lakota                                                                                                  | 13 360                | 5 423         |      |
| Pennington County    | 103      | Rapid City           | 1875                | nezačleněné území                                                      | John L. Pennington (1829–1900), guvernér teritoria Dakoty                                                           | 115 979               | 7 190         |      |
| Perkins County       | 105      | Bison                | 1909                | vyčleněn z Butte a Harding Counties                                    | Henry E. Perkins (1864–1937), senátor                                                                               | 2 832                 | 7 438         |      |
| Potter County        | 107      | Gettysburg           | 1875                | vyčleněn z Buffalo County                                              | Joel A. Potter (1830–1895), teritoriální zákonodárce                                                                | 2 402                 | 2 243         |      |
| Roberts County       | 109      | Sisseton             | 1883                | vyčleněn z Grant County                                                | Samuel G. Roberts (nar. 1843), teritoriální zákonodárce                                                             | 10 283                | 2 852         |      |
| Sanborn County       | 111      | Woonsocket           | 1883                | vyčleněn z Miner County                                                | George W. Sanborn (1832–1905), prezident železniční společnosti Milwaukee Road                                      | 2 392                 | 1 474         |      |
| Spink County         | 115      | Redfield             | 1873                | vyčleněn z Hanson County                                               | Solomon Spink, sekretář teritoria Dakoty                                                                            | 6 108                 | 3 895         |      |
| Stanley County       | 117      | Fort Pierre          | 1873                | nezačleněné území                                                      | David S. Stanley, generál a velitel pevnosti Sully                                                                  | 3 015                 | 3 737         |      |
| Sully County         | 119      | Onida                | 1873                | vyčleněn z Potter County                                               | vojenská pevnost Fort Sully pojmenovaná po generálovi Alfredu Sullym                                                | 1 468                 | 2 608         |      |
| Todd County          | 121      | –                    | 1909                | vyčleněn z Meyer a Todd Counties                                       | John Blair Smith Todd, teritoriální delegát v Konresu Spojených států                                               | 9 172                 | 3 595         |      |
| Tripp County         | 123      | Winner               | 1873                | nezačleněné území                                                      | Bartlett Tripp, předseda Nejvyššího soudu teritoria Dakoty                                                          | 5 717                 | 4 180         |      |
| Turner County        | 125      | Parker               | 1871                | vyčleněn z Lincoln Counties                                            | John W. Turner, teritoriální zákonodárce                                                                            | 9 087                 | 1 598         |      |
| Union County         | 127      | Elk Point            | 1862                | nezačleněné území                                                      | unie amerických států                                                                                               | 17 402                | 1 191         |      |
| Walworth County      | 129      | Selby                | 1873                | vyčleněn z Buffalo County                                              | Walworth County ve Wisconsinu, pojmenovaná po soudci Reubenu H. Walworthovi                                         | 5 270                 | 1 834         |      |
| Yankton County       | 135      | Yankton              | 1862                | nezačleněné území                                                      | kmen Yanktonů (odnož Siuouxů)                                                                                       | 23 509                | 1 352         |      |
| Ziebach County       | 137      | Dupree               | 1911                | vyčleněn z Armstrong, Schnasse a Sterling Counties                     | Frank M. Ziebach, vydavatel a major v indiánských válkách                                                           | 2 418                 | 5 082         |      |